# Córrego Pirajuçara

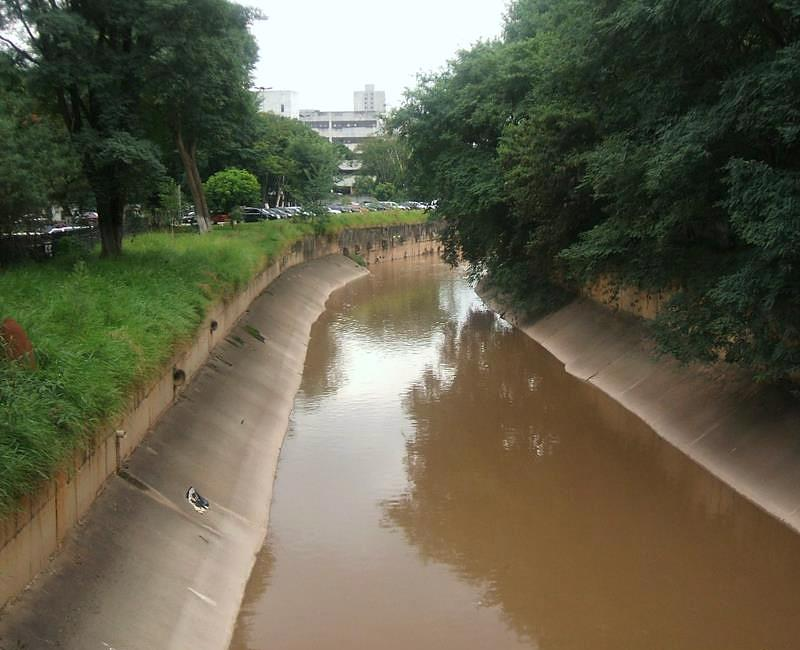
Trecho do manancial na Cidade Universitária Armando Salles de Oliveira da USP

O Córrego Pirajuçara é um canal que corre por dezessete quilômetros no oeste da Região Metropolitana de São Paulo, no Brasil. Nasce no município de Embu das Artes, passando por Taboão da Serra e desaguando em São Paulo, no Rio Pinheiros, junto à Cidade Universitária Armando de Salles Oliveira da Universidade de São Paulo.

## Etimologia
"Pirajuçara" é um termo tupi que significa "juçara de peixe", através da junção dos termos pirá ("peixe") e yu'sara ("juçara").

## Características
Dá-se o nome de "Pirajuçara" à região banhada pelo canal nos municípios de São Paulo e Taboão da Serra. No município de São Paulo, o Rio Pirajuçara tem sua parte canalizada passando por baixo das Avenidas Eliseu de Almeida e Pirajussara, voltando a ser visível à superfície próximo à Cidade Universitária Armando de Salles Oliveira, onde deságua no Rio Pinheiros. O canal está canalizado no trecho do município de São Paulo por 6,2 quilômetros em galeria tamponada e 1,1 quilômetro em galeria aberta. Existem planos de canalizá-lo também no município de Taboão da Serra.

## Obras
O Rio Pirajussara passou por obras no ano de 2009 e 2010 nos municípios de São Paulo e Taboão da Serra, obras estas realizadas pela Companhia de Saneamento Básico do Estado de São Paulo e Departamento de Águas e Energia Elétrica.
No ano de 2020 o córrego Pirajussara e outros córregos e canalizações que deságua no Rio Pinheiros, estão recebendo obras e melhorias pelo Programa: Novo Rio Pinheiros, criado pelo Governo do estado de São Paulo e Companhia de Saneamento Básico do Estado de São Paulo.